# Línea 519A (Interurbanos Madrid)
La línea 519A de la red de autobuses interurbanos de Madrid une el Hospital Rey Juan Carlos y Móstoles con Villaviciosa de Odón.

## Características
Esta línea une el Hospital Rey Juan Carlos de Móstoles con la urbanización El Bosque, en Villaviciosa de Odón. También da servicio al barrio mostoleño de El Soto.
La línea mantiene los mismos horarios todo el año (exceptuando las vísperas de festivo y festivos de Navidad) circulando sólo de lunes a viernes laborables. No presta servicio los fines de semana ni festivos.
Está operada por Arriva Madrid mediante la concesión administrativa VCM-501 - Madrid – Batres (Viajeros Comunidad de Madrid) del Consorcio Regional de Transportes de Madrid.

## Horarios
| Lunes a viernes laborables |                         |                         |                         |                         |                         |                         |                         |                         |                         |                         |                         |                         |                         |                         |                         |                         |                         |                         |                         |                         |                         |                         |                         |                         |                         |                         |                         |                         |                         |                         |                         |
| Móstoles > Villaviciosa    | Móstoles > Villaviciosa | Móstoles > Villaviciosa | Móstoles > Villaviciosa | Móstoles > Villaviciosa | Móstoles > Villaviciosa | Móstoles > Villaviciosa | Móstoles > Villaviciosa | Móstoles > Villaviciosa | Móstoles > Villaviciosa | Móstoles > Villaviciosa | Móstoles > Villaviciosa | Móstoles > Villaviciosa | Móstoles > Villaviciosa | Móstoles > Villaviciosa | Móstoles > Villaviciosa | Villaviciosa > Móstoles | Villaviciosa > Móstoles | Villaviciosa > Móstoles | Villaviciosa > Móstoles | Villaviciosa > Móstoles | Villaviciosa > Móstoles | Villaviciosa > Móstoles | Villaviciosa > Móstoles | Villaviciosa > Móstoles | Villaviciosa > Móstoles | Villaviciosa > Móstoles | Villaviciosa > Móstoles | Villaviciosa > Móstoles | Villaviciosa > Móstoles | Villaviciosa > Móstoles | Villaviciosa > Móstoles |
| 07                         | 08                      | 09                      | 10                      | 11                      | 12                      | 13                      | 14                      | 15                      | 16                      | 17                      | 18                      | 19                      | 20                      | 21                      | 22                      | 07                      | 08                      | 09                      | 10                      | 11                      | 12                      | 13                      | 14                      | 15                      | 16                      | 17                      | 18                      | 19                      | 20                      | 21                      | 22                      |
| 30                         | 30                      | 30                      | 30                      | 30                      | 30                      | 30                      | 30                      | 30                      | 30                      | 30                      | 30                      | 30                      | 30                      | 30                      | 30                      | 00                      | 00                      | 00                      | 00                      | 00                      | 00                      | 00                      | 00                      | 00                      | 00                      | 00                      | 00                      | 00                      | 00                      | 00                      | 00                      |

## Recorrido y paradas

### Sentido Villaviciosa de Odón
| Código | Parada                                  | Común con                | Conexiones con Metro y Cercanías | Municipio            |
| ------ | --------------------------------------- | ------------------------ | -------------------------------- | -------------------- |
| 18853  | Hospital Rey Juan Carlos                | 529 529A 529H 531 531A 4 |                                  | Móstoles             |
| 18845  | Tulipán - Universidad Rey Juan Carlos   | 541 545 546 547 548      | Universidad Rey Juan Carlos      | Móstoles             |
| 08623  | Granada - Est. Móstoles El Soto         | 519 524 529H 3           | Móstoles-El Soto                 | Móstoles             |
| 09350  | Ctra. M-856 - C.º de las Pajarillas     | 519                      |                                  | Móstoles             |
| 08632  | Ctra. M-856 - Pinares Llanos            | 519                      |                                  | Móstoles             |
| 09348  | Ctra. M-856 - Av. de Móstoles           | 519                      |                                  | Villaviciosa de Odón |
| 10863  | Av. Móstoles - Av. Quitapesares         | 519                      |                                  | Villaviciosa de Odón |
| 12004  | Av. Calatalifa - San Lorenzo            | 519                      |                                  | Villaviciosa de Odón |
| 09347  | Av. Calatalifa - San Antonio            | 519 551 581              |                                  | Villaviciosa de Odón |
| 08917  | Av. Príncipe Asturias - Centro Cultural | 510 510B 518 519 567     |                                  | Villaviciosa de Odón |
| 08913  | Av. Príncipe Asturias - Pelícano        | 510 510B 518 519 567 581 |                                  | Villaviciosa de Odón |
| 10566  | Av. Príncipe Asturias - Bispo           | 510 510B 518 519 567     |                                  | Villaviciosa de Odón |
| 11352  | Av. Príncipe Asturias - Av. Naciones    | 510 510B 518 519 567 581 |                                  | Villaviciosa de Odón |
| 13299  | Av. Príncipe Asturias - Av. Vaillo      | 510 510B 518 519 567     |                                  | Villaviciosa de Odón |
| 21273  | Ebro - Av. Unión Europea                |                          |                                  | Villaviciosa de Odón |
| 08405  | Miño - Tajo                             | 510 510B                 |                                  | Villaviciosa de Odón |

### Sentido Móstoles
| Código | Parada                                  | Común con                     | Conexiones con Metro y Cercanías | Municipio            |
| ------ | --------------------------------------- | ----------------------------- | -------------------------------- | -------------------- |
| 21372  | Miño - Tajo                             |                               |                                  | Villaviciosa de Odón |
| 21361  | Ebro - Av. Unión Europea                | 510A                          |                                  | Villaviciosa de Odón |
| 13298  | Av. Príncipe Asturias - Av. Vaillo      | 510 510A 510B 518 519 567     |                                  | Villaviciosa de Odón |
| 11353  | Av. Ppe. Asturias - Av. Concordia       | 510 510A 510B 518 519 567     |                                  | Villaviciosa de Odón |
| 10565  | Av. Ppe. Asturias - Servicios Sociales  | 510 510A 510B 518 519 567     |                                  | Villaviciosa de Odón |
| 19012  | Av. Ppe. Asturias - Centro de Salud     | 510 510A 510B 518 519 567     |                                  | Villaviciosa de Odón |
| 08916  | Av. Ppe. Asturias - Centro Cultural     | 510 510A 510B 518 519 567     |                                  | Villaviciosa de Odón |
| 09346  | Av. Calatalifa - Magnolia               | 510A 519 551                  |                                  | Villaviciosa de Odón |
| 11710  | Av. Calatalifa - Orquídea               | 510A 519                      |                                  | Villaviciosa de Odón |
| 10862  | Av. de Móstoles - Carpinteros           | 519                           |                                  | Villaviciosa de Odón |
| 09349  | Av. de Móstoles - Ctra. M856            | 519                           |                                  | Villaviciosa de Odón |
| 08633  | Ctra. M-856 - Pinares Llanos            | 519                           |                                  | Móstoles             |
| 09351  | Ctra. M-856 - C.º de las Pajarillas     | 519                           |                                  | Móstoles             |
| 11355  | Granada - Est. Móstoles El Soto         | 519 524 529H 3                | Móstoles-El Soto                 | Móstoles             |
| 09415  | Gta. Oeste - Est. Univ. Rey Juan Carlos | 522 526 541 545 546 547 548 6 | Universidad Rey Juan Carlos      | Móstoles             |
| 18853  | Hospital Rey Juan Carlos                | 529 529A 529H 531 531A 4      |                                  | Móstoles             |